# Tanytarsus quadridentatus
Tanytarsus quadridentatus är en tvåvingeart som beskrevs av Lars Zakarias Brundin 1947. Tanytarsus quadridentatus ingår i släktet Tanytarsus och familjen fjädermyggor.
Artens utbredningsområde är Manitoba. Arten är reproducerande i Sverige. Inga underarter finns listade i Catalogue of Life.